# 库尔伯瓦圣穆里思堂
库尔伯瓦圣穆里思堂（Église Saint-Maurice de Bécon）是一座罗马天主教堂区教堂，位于法国法兰西岛大区上塞纳省库尔伯瓦，主保圣人为圣穆里思。

## 历史

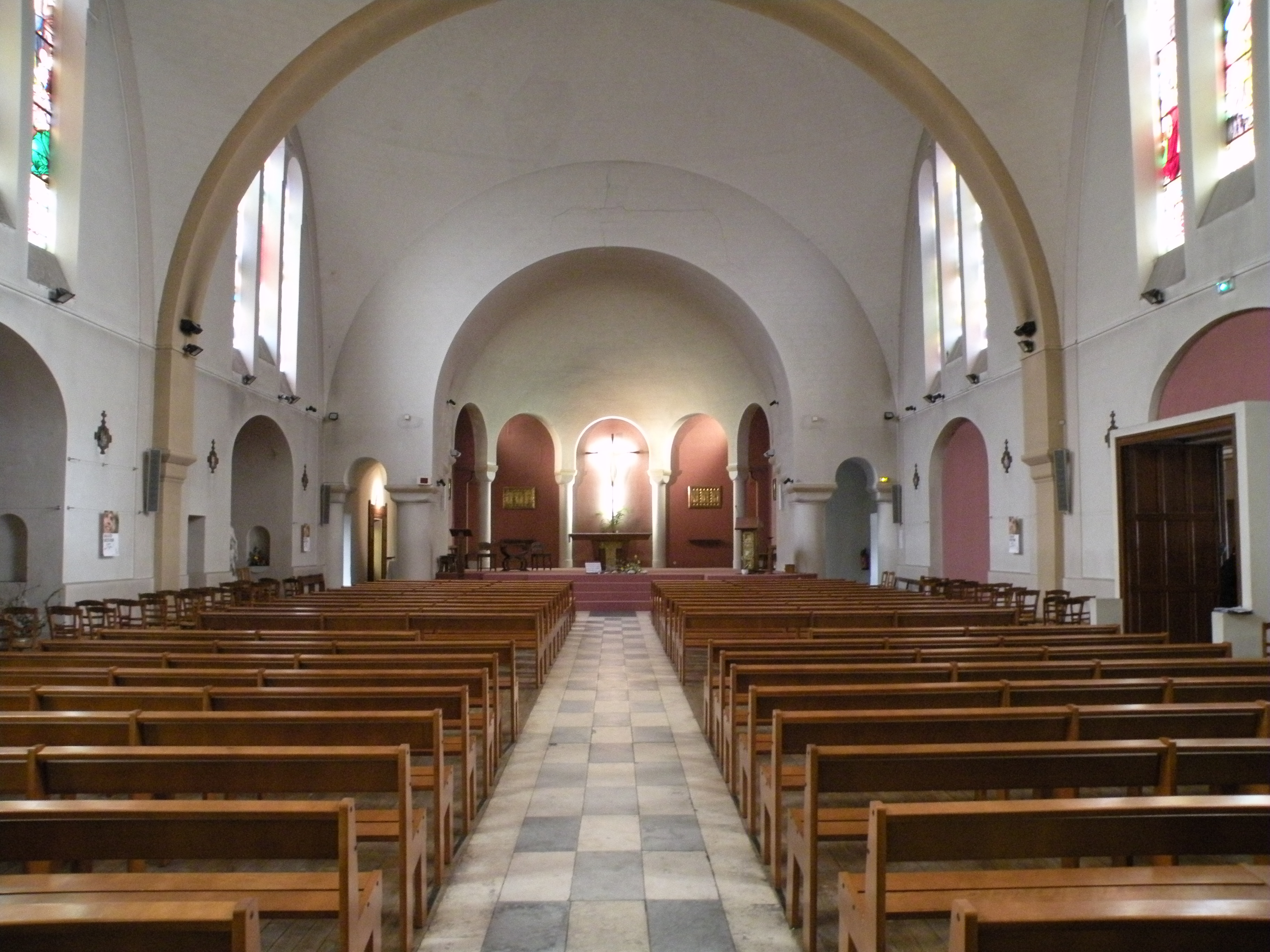

在20世纪初，Bécon 区只有一座圣嘉禄小堂（Chapelle Saint-Charles）。一位捐赠者捐赠了一块阿尔芒·西尔维斯特街（Rue Armand-Silvestre）的土地，用于纪念她的儿子莫里斯，是一位非常著名和虔诚的律师。. 建筑师朱利安·巴比埃（Julien Barbier）在1907年至1911年间建造了一座教堂，当时该区正处于开发阶段。

## 建筑

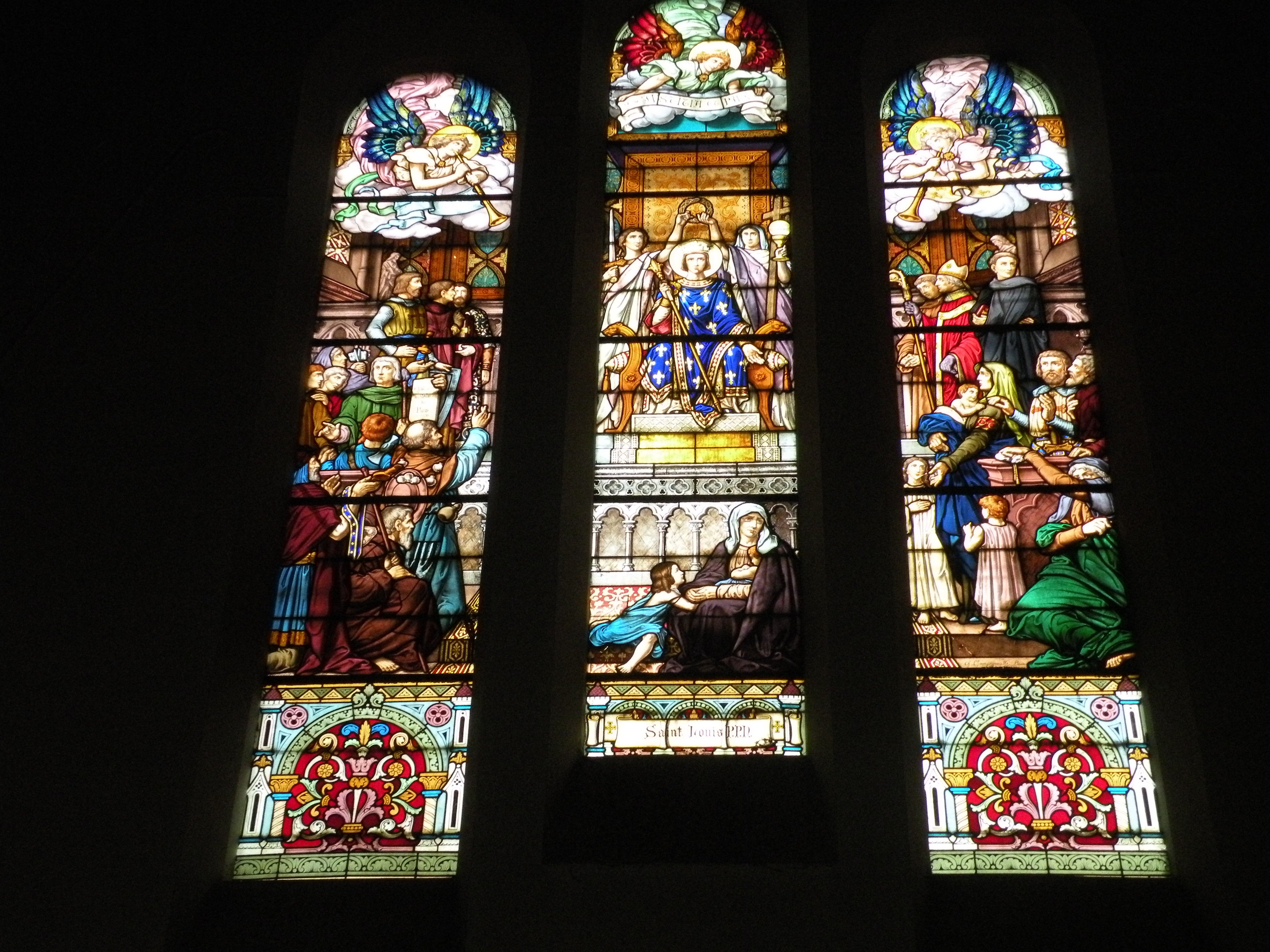
路易九世花窗玻璃

教堂采用新罗马式风格，主要由钢筋混凝土制成。立面中央装饰着伸开双臂的基督雕像。
管风琴制作于1865年，原在热贝维莱的小堂，1909从热贝维莱侯爵手中购买。1985年列为法国历史遗迹。.它除了用于礼拜仪式外，还用于许多场宗教音乐会或世俗音乐会。 · 

## 参考

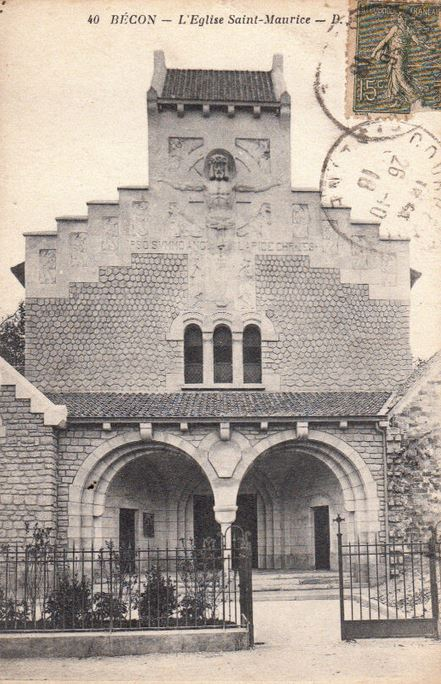